# The Singles, Volume III: 1964–1965
The Singles, Volume III: 1964–1965 é a terceira coletânea em uma série de discos lançados pela Hip-O Select compilando os singles de James Brown. Esta coletânea contém todos os singles de 7", incluindo relançamentos e singles cancelados.

## Lista de faixas
Disco 1
1. "Please Please Please" (relançamento com overdub de plateia) - 2:43 - James Brown & The Famous Flames
2. "In The Wee Wee Hours (Of The Nite)" - 2:39 - James Brown & the Famous Flames
3. "Again" - 2:32 - James Brown & the Famous Flames
4. "How Long Darling" - 2:57 - James Brown & the Famous Flames
5. "Caldonia" - 2:41 - James Brown and his Orchestra
6. "Evil" - 2:50 - James Brown and his Orchestra
7. "The Things That I Used to Do" - 2:49 - James Brown and his Orchestra
8. "Out of the Blue" - 2:12 - James Brown and his Orchestra
9. "So Long" - 2:45 - James Brown & the Famous Flames
10. "Dancin Little Thing" - 2:04 - James Brown & the Famous Flames
11. "Soul Food Pt. 1" - 2:03 - Al Brisco Clark and his Orchestra
12. "Soul Food Pt. 2" - 2:22 - Al Brisco Clark and his Orchestra
13. "Out of Sight" - 2:22 - James Brown and his Orchestra
14. "Maybe The Last Time" - 2:58 - James Brown and his Orchestra
15. "Tell Me What You're Gonna Do" - 2:10 - James Brown & the Famous Flames
16. "I Don't Care - 2:52" - James Brown & the Famous Flames
17. "Think" - 1:59 - James Brown & the Famous Flames
18. "Try Me" (relançamento com overdub de cordas) - 2:32 - James Brown & the Famous Flames

Disco 2
1. "Have Mercy Baby" - 2:11 - James Brown & the Famous Flames
2. "Just Won't Do Right (I Stay in the Chapel Every Night)" - 2:41 - James Brown & the Famous Flames
3. "Fine Old Foxy Self" - 2:08 - James Brown & the Famous Flames
4. Medley: "I Found Someone/Why Do You Do Me Like You Do/I Want You So Bad" - 2:09 - James Brown & the Famous Flames
5. "This Old Heart" - 2:17 - James Brown & the Famous Flames
6. "It Was You" - 2:42 - James Brown & the Famous Flames
7. "Devil's Hideaway" - 2:44 - James Brown at the Organ and his Orchestra
8. "Who's Afraid of Virginia Woolf?" - 2:43 - James Brown at the Organ and his Orchestra
9. "I Got You" (Original) - 2:27 - James Brown and his Orchestra
10. "Only You" - 2:51 - James Brown and his Orchestra
11. "Papa's Got A Brand New Bag (Part 1)" - 2:06 - James Brown & the Famous Flames
12. "Papa's Got A Brand New Bag (Part 2)" - 2:09 - James Brown & the Famous Flames
13. "Try Me" (Single Version) - 3:07 - James Brown at the Organ
14. "Papa's Got A Brand New Bag" - 2:39 - James Brown at the Organ
15. "I Got You (I Feel Good)" - 2:46 - James Brown & the Famous Flames
16. "I Can't Help It (I Just Do-Do-Do)" -2:32 - James Brown & the Famous Flames
17. "Lost Someone" - 2:42 - James Brown & the Famous Flames
18. "I'll Go Crazy" - 2:17 - James Brown & the Famous Flames